# Porcellio laevis
Porcellio laevis är en kräftdjursart som beskrevs av Pierre André Latreille 1804. Porcellio laevis ingår i släktet Porcellio och familjen Porcellionidae. Arten är reproducerande i Sverige.

## Underarter
Arten delas in i följande underarter:
- P. l. maculatus
- P. l. longicauda
- P. l. vesaniae
- P. l. obsoletus
- P. l. flavovirescens

## Bildgalleri

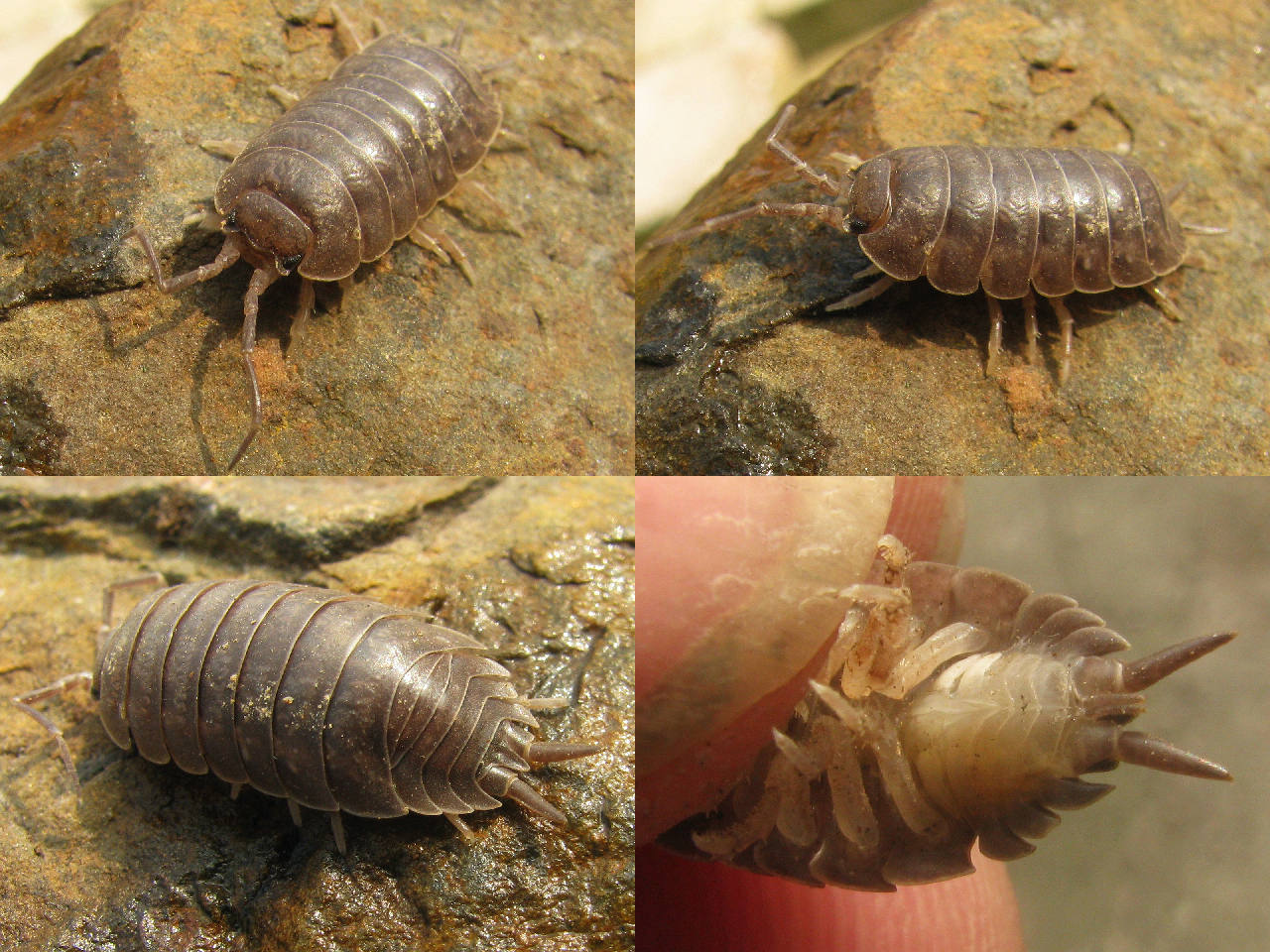
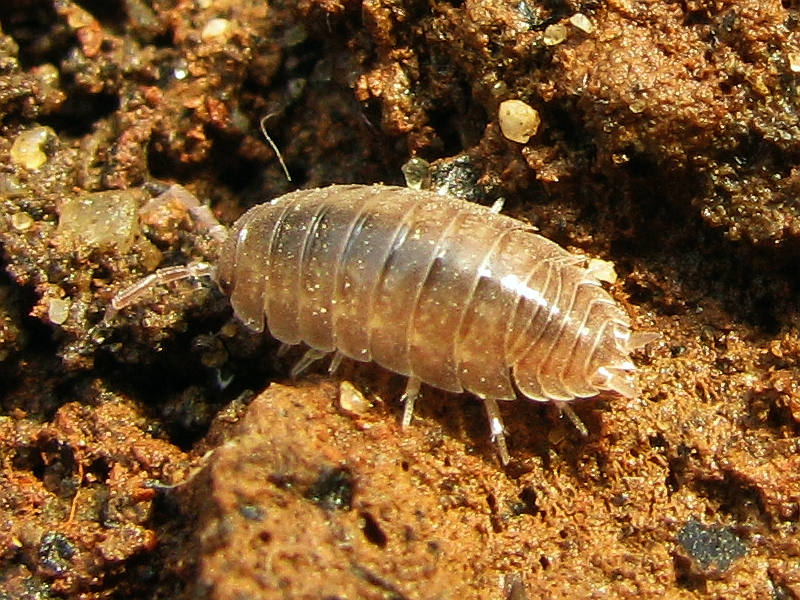
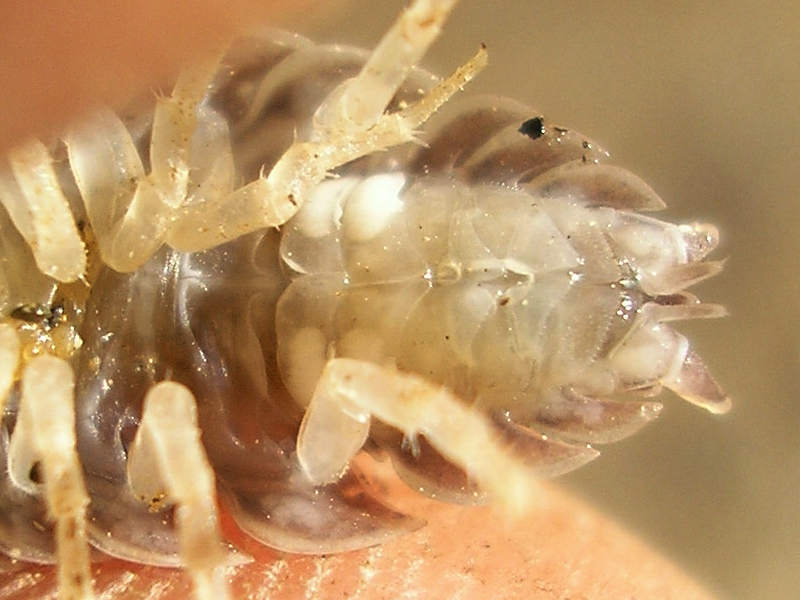
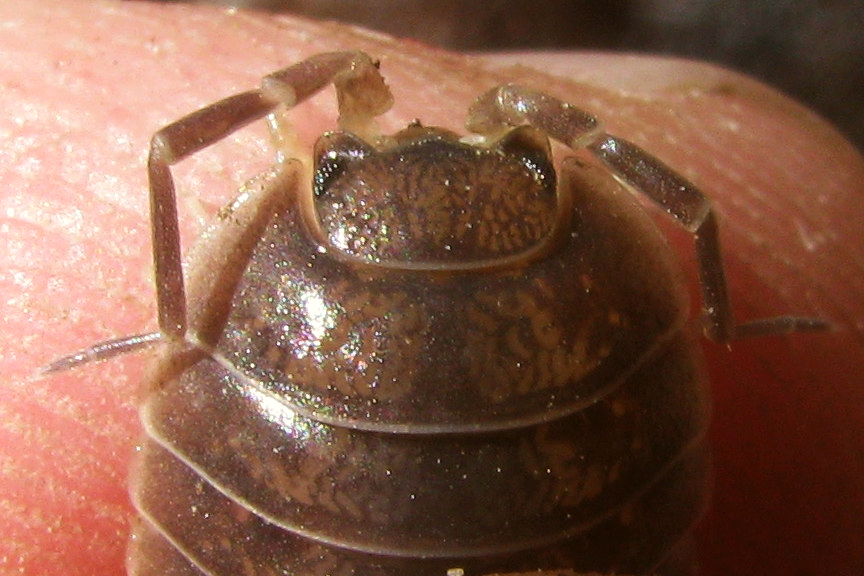